# Museo d’Arte
Das Museo d’arte, abgekürzt auch MdAO  genannt, ist ein Museum für Moderne Kunst und Zeitgenössische Kunst in Avellino, Italien. Es wurde im Januar 1995 eröffnet.

## Sammlung
Das Museum verfügt über Sammlungen moderner und zeitgenössischer Kunst, sowie eine Sammlung der Werke von italienischen Malern aus dem 19. Jahrhundert bis zum 21. Jahrhundert.

## Künstler, die im Museum vertreten sind
Bereich des neunzehnten Jahrhunderts:
- Saverio Francesco Altamura (1822–1897): Ritratto di scolaretta a Capri (1893);
- Giovanni Battista (1858–1925): Pescatori sulla scogliera (1886), Pescatori a Sorrento (1892);
- Pietro Bouvier (1839–1927): La cacciagione (1897);
- Gabriele Carelli (1820–1900): Convento dei Cappuccini, Amalfi (1899);
- Giovanni Colmo (1867–1947): Alberi intrecciati (1915);
- Antonio Coppola (1850–1916): Napoli pescatori (1876);
- Achille D’Orsi (1845–1929): Scugnizzo: acquaiolo (1915);
- Walter Duncan (1848–1932): Fanciulla nel bosco (1898), Venditrice di fiori a St. Martin in the Fields (1919);
- Gaetano Gigante (1770–1840): Assunzione della Vergine (1815);
- Vincenzo Irolli (1860–1949): La guardianella (1930);
- Salvatore Petruolo (1857–1946): Paesaggio innevato (1874);
- Oscar Ricciardi (1864–1935): Costiera Amalfitana (1923);
- Raffaele Tafuri (1857–1929): Angolo di Pedavena (1910), Tetti (1920);
- Vincenzo Volpe (1855–1929): Donna con chitarra (1895).

Bereich des zwanzigsten Jahrhunderts:
- Carlo Carrà (1881–1966): Onde (1924) e Bagnate (1924).
- Giorgio de Chirico (1888–1978): I fuochi sacri (1929), Gli archeologi (1969) e I mobili nella valle (1971).
- Pietro D’Achiardi (1879–1940): Paesaggio di Larenzana con calesse (1937).
- Emilio Greco (1913–1995): Aretusa (1989).
- Renato Guttuso (1911–1987): Natura Morta (1981).
- Ernesto Treccani (1920–2009): Maternità (1980–1990).
- Ugo Attardi (1923–2006): Ulisse (1990–2000).
- Remo Brindisi (1918–1996): Guerriero (1979).
- Tonino Caputo (1933): Il cortile (1987).
- Lucio Cargnel (1903–1998): Paesaggio di periferia (1963).
- Mario Ceroli (1938): Icosaedro (1980–1999).
- Gianni Dova (1925–1991): Uccello di Bretagna (1990).
- Carmelo Fodaro (1936): Natura morta (1970–1989).
- Felicita Frai (1909–2010): Fiori modesti (1989).
- Giovan Francesco Gonzaga (1921–2007): I due corsieri (1995) e Paesaggio Bergamasco (2000).
- Beppe Guzzi (1902–1982): Ville (1970).
- Renzo Vespignani (1924–2002): Marta (1982).

Bereich einundzwanzigsten Jahrhunderts:
- Giancarlo Angeloni (1966):  Positano chiesa madre (2013).
- Maurizio Delvecchio (1962): Il tramonto e l'attesa (2013).
- Athos Faccincani (1951): Girasoli (2001).
- Alfonso Fratteggiani Bianchi (1952): Colore Blu 23050 (2014).
- Rabarama (1969): Palpit-azione (2010).
- Paola Romano (1951): Luna sospesa bianca (2011).